# Péter Zirkuli
Péter Zirkuli (n. 24 septembrie 1948, Satu Mare) este un poet, jurnalist, eseist, profesor universitar și traducător maghiar din România. 

## Biografie
Péter Zirkuli a absolvit liceul în orașul natal, apoi a urmat studii de limba și literatura maghiară la Universitatea Babeș-Bolyai din Cluj (1966-1968), pe care le-a continuat între anii 1968-1971 la Universitatea Eötvös Loránd (ELTE) din Budapesta. Reîntors în România, a lucrat între 1971-1974 ca jurnalist și asistent universitar la Catedra de limba maghiară a Universității București. 
În 1974 s-a mutat în Ungaria. A lucrat pe postul de cercetător asociat la Facultatea de Științe Umaniste din cadrul Universității Eötvös Loránd, apoi ca asistent universitar la Catedra de limba română (din 1980) și la Catedra de literatură universală comparată (din 1984). A urmat studii pregătitoare de doctorat în literatură comparată la Universitatea Sorbona din Paris (1980-1981). De asemenea, a fost începând din 1982 și redactor la editura Helikon din Budapesta.
În 1986 și-a prezentat teza de doctorat, obținând în 1995 titlul de doctor în literatură (PhD). Începând din 1986 trăiește în Franța și lucrează la Laboratoire Communication et Politique din cadrul CNRS și ca profesor la INALCO (Institutul de Limbi și Culturi Orientale) din Paris.
Alucrat ca profesor de literatură comparată la Budapesta (1984-1986), apoi la  Paris (1990-1991, sub numele Pierre Zirkuli) și Bordeaux (1996-....)

## Activitatea publicistică
A publicat postfața romanului Rozsdatemető (Horizont, București, 1974) al lui Endre Fejes. A tradus volumul Kortárs román drámák (București, 1983), volumul Korok, írók, művek (București, 1983) al lui Tudor Vianu și o nuvelă fantastică a lui Mircea Eliade („Un om mare”).

### Cărți
- A kép ketrecéből (poeme, Budapesta, 1981);
- A fényes pillanat (poeme, Budapesta, 1988);
- Találkozások. Schițe, eseuri, studii despre literatura română (Budapesta, 1988);
- Katalin (Budapesta, 1989);
- Izgalmas ország. Esszék és tudósítások Párizsból (eseuri, reportaje din Paris) (Budapesta, 1989);
- Mély álmában máskor (poeme în proză, Budapesta, 1992);
- Ujjnyomat egy deszkafalon. Jurnal de lectură despre literatura maghiară (Pécs, 1999);
- Esszé a költészetről, vagyis rólunk magunkról : költészet és hatalom (Orpheusz, Budapesta, 2005);
- Válogatott versek (Bratislava, 2006);
- A hobart és a norma (Arad, 2006);
- Egy átmenet krónikája : Párizs, 1989-1994 (Ed. Kriterion, Cluj, 2009).

### Studii (selecție)
- „Kányádi Sándorról” (Kritika, 1969/2);
- „Páskándi Géza: Vendégség” (Napjaink, 1970/12);
- „Magyar irodalom román fordításban (1970–75)” (Tiszatáj, 1975/10);
- „Hervay Gizelláról” (Napjaink, 1975/7);
- „Marin Sorescu” (Tiszatáj, 1982/8);
- „Vasművesség. Tudor Argheziről” (Korunk, 1982/10);
- „József Attila és román kortársai. Árnyékrajz versekről és személyekről. Párhuzamok léte és hiánya” (Tiszatáj, 1983/12);
- „A lírai én és a századforduló költészete. Al. Macedonski” (Filológiai Közlöny, 1985/1–4);
- „Esszé a költészetről, vagyis rólunk magunkról. Költészet és hatalom” (Holmi,  1990/11).

### Traduceri literare
- „Veled-egy lángban ellobog” : (poezii ale poeților români contemporani) / selecție realizată de Zirkuli Péter. Budapest : Orpheus könyvek, 1999. 56, [2] p

## Premii
În anul 1992 a fost distins cu premiul IRAT.